# Tescultuur
De Tescultuur of het Tesstadium (Russisch: Тесинский этап, Tesinski etap) was een ijzertijdcultuur in de Minoesinskdepressie in het zuiden van Siberië. Ze volgde in de 3e eeuw v.Chr. de Tagarcultuur op, met welke er belangrijke overeenkomsten zijn. In de 1e eeuw na Chr. werd de Tescultuur opgevolgd door de Tasjtykcultuur.
Door het grote aantal onderzochte graven is de materiële cultuur van het Tes-stadium zeer goed bekend. Het keramiek heeft een tamelijk kleine verscheidenheid van vormen. Ze bestaat uit eenvoudige potten en pannen en kogelvormige vaten en imitaties van bronzen vaten; ingekerfd en voorzien van plastische versieringen. Uniek zijn kleine potjes van berkenbast. In de metaalbewerking vinden we nieuwe ijzeren voorwerpen met verbindingen naar de Xiongnu-vondsten in Transbaikal; oudere vormen bleven als miniatuur-bronzen echter verder bestaan. De metaalvondsten omvatten dolken, pijlpunten, messen, spiegels, gespen en naalden.
Er is weinig bekend over de nederzettingen van de Tescultuur. Er zijn zowel versterkte en onversterkte nederzettingen bekend, tot op heden zijn echter geen grootschalige studies uitgevoerd. 
Een bijzondere positie neemt een waarschijnlijk in de vroege 1e eeuw v.Chr. in Chinese stijl gebouwde adobe-structuur nabij Abakan, waarin voorwerpen uit de Han-dynastie werden gevonden. Het is onbekend of dit een zeer afgelegen Chinese buitenpost was of een door een Chinese architect gebouwde zetel van een inheemse vorst. 
Beter bekend zijn de begrafenisgebruiken van de Tescultuur. Er zijn zowel alleenstaand koergans met stenen rand en collectieve graven, als begraafplaatsen met vele steenkistgraven. De doden werden meestal begraven in een gestrekte rugligging. Opvallend is de trepanatie van veel schedels. Tijdens de Tescultuur vinden we in tegenstelling tot de voorgaande culturen naast skeletten van een europide type in toenemende mate ook Oost-Aziatische.
De economie van de Tescultuur was vrijwel zeker gebaseerd op veeteelt, landbouw kan niet duidelijk worden aangetoond.